# Timothy Snyder

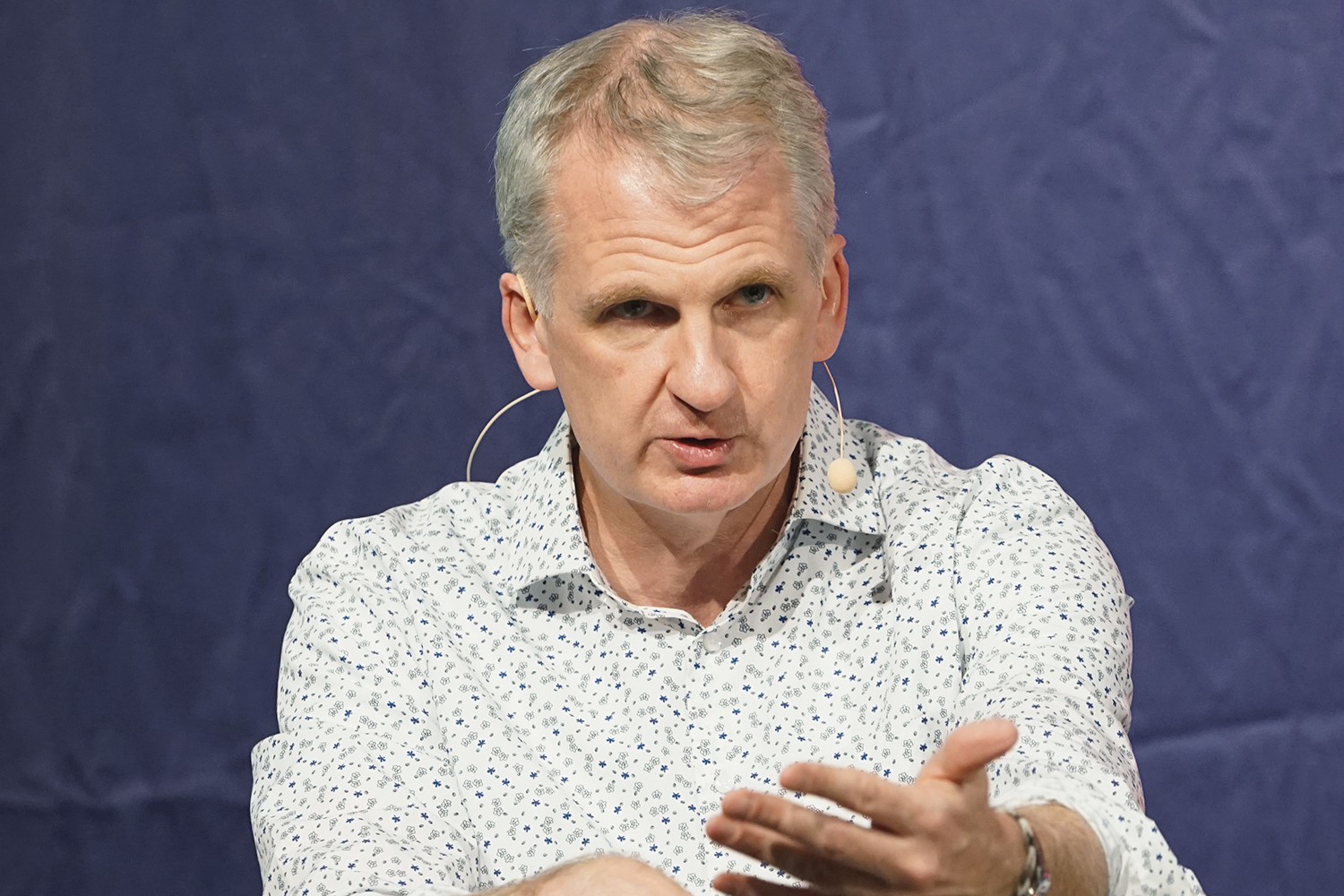
Timothy Snyder (2019)

Timothy Snyder, född 18 augusti 1969, är en amerikansk historiker och författare. Han är professor vid Yale University. Hans bok Bloodlands: Europe Between Hitler and Stalin har översatts till mer än tjugo språk.

## Utmärkelser och ledamotskap
- Ledamot av Vetenskapssocieteten i Lund (LVSL, 2021)[14]